# Glossogobius matanensis
Glossogobius matanensis là một loài cá thuộc họ Gobiidae. Nó là loài đặc hữu của Indonesia.